# Brandy (Vorname)
Brandy (auch Brandi oder Brandie) ist ein weiblicher Vorname.
Vor allem in den USA wird der Name Brandy vergeben.

## Bekannte Träger des Vornamens
- Brandy (Sängerin) (* 1979), Brandy (bürgerlich Brandy Rayana Norwood), US-amerikanische Sängerin (R&B)
- Brandi Merle Borr (1968–2008), US-amerikanische Stand-up-Comedian
- Brandi Carlile (* 1981), US-amerikanische Sängerin (Rock)
- Brandi Chastain (* 1968), US-amerikanische Fußballspielerin
- Brandy Ledford (* 1969), US-amerikanische Schauspielerin
- Brandie Wilkerson (* 1992), kanadische Beachvolleyballspielerin